# Unten zum Holz
Unten zum Holz ist ein aus einer Hofschaft hervorgegangener Wohnplatz im Solinger Stadtteil Gräfrath. 

## Geographie
Unten zum Holz liegt in den zur Wupper abfallenden Gebieten östlich der Lützowstraße. Der Wohnplatz liegt auf einer Anhöhe oberhalb dem Untenholzer Bach, der bei Unten zum Holz entspringt und westlich verlaufend nördlich von Aue in die Wupper mündet. Nördlich von Unten zum Holz befinden sich der Wohnplatz Oben zum Holz, sowie Paashaus, Neuenhaus und Laiken. Südlich liegt Ketzberg. Das Gebiet östlich des Ortes ist als Naturschutzgebiet Wupperhang zwischen Fuchskuhl und Unterholzer Bach ausgewiesen.

## Etymologie
Der Ortsname Holz bezeichnet ein bewaldetes Gebiet. Offensichtlich bestehen etymologische Parallelen zu dem nördlich liegenden Ort Oben zum Holz.

## Geschichte
Holz bei Gräfrath wurde erstmals im Jahr 1487 als opme Holtz urkundlich erwähnt.
In dem Kartenwerk Topographia Ducatus Montani von Erich Philipp Ploennies, Blatt Amt Solingen, aus dem Jahre 1715 ist der Ort mit einer Hofstelle verzeichnet und als u. Holt benannt. Der Hof gehörte zur Honschaft Ketzberg innerhalb des Amtes Solingen. Die Topographische Aufnahme der Rheinlande von 1824 verzeichnet den Ort als Unten zum Holz und die Preußische Uraufnahme von 1843 als Unter Holz. In der Topographischen Karte des Regierungsbezirks Düsseldorf von 1871 ist die Hofschaft als Unten zum Holz verzeichnet.
Nach Gründung der Mairien und späteren Bürgermeistereien Anfang des 19. Jahrhunderts gehörte Unten zum Holz zur Bürgermeisterei Gräfrath. 1815/16 lebten 105 und 1830 125 Menschen im als Weiler kategorisierten Ort. 1832 war Unten zum Holz weiterhin Teil der Honschaft (Ketz-)Berg innerhalb der Bürgermeisterei Gräfrath. Der nach der Statistik und Topographie des Regierungsbezirks Düsseldorf als Hofstadt kategorisierte Ort besaß zu dieser 15  Wohnhäuser, neun Fabriken bzw. Mühlen und 25 landwirtschaftliche Gebäude. Zu dieser Zeit lebten 119 Einwohner im Ort, davon zehn katholischen und 109 evangelischen Bekenntnisses. Die Gemeinde- und Gutbezirksstatistik der Rheinprovinz führt den Ort 1871 mit 30 Wohnhäusern und 246 Einwohnern auf. Im Gemeindelexikon für die Provinz Rheinland werden 1885 38 Wohnhäuser mit 245 Einwohnern angegeben. 1895 besitzt der Ortsteil 40 Wohnhäuser mit 238 Einwohnern, 1905 werden 39 Wohnhäuser und 210 Einwohner angegeben.

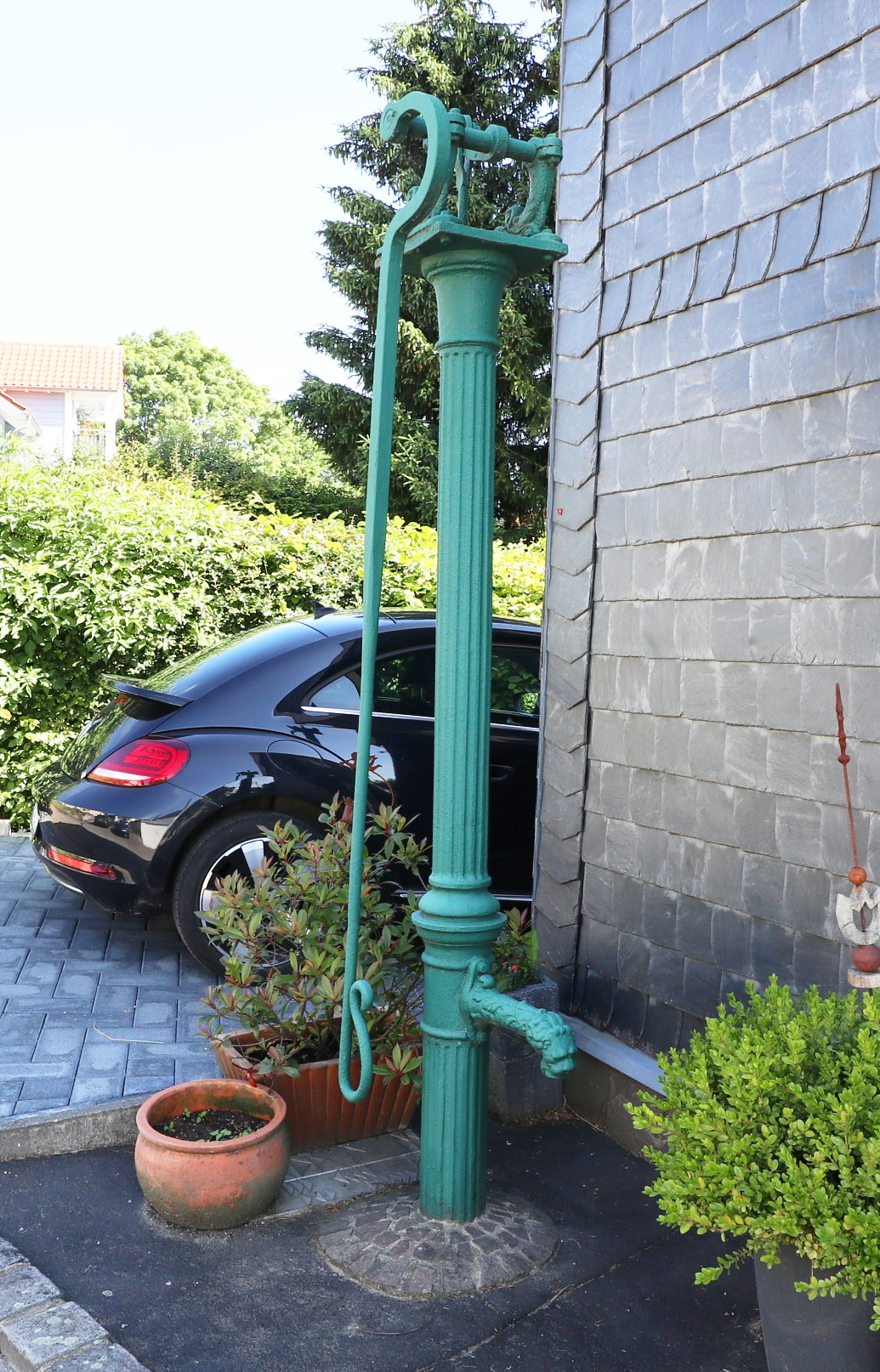
Pumpe Unten zum Holz 5

Mit der Städtevereinigung zu Groß-Solingen im Jahre 1929 wurde Unten zum Holz ein Ortsteil Solingens. Die historische Wasserpumpe am Haus Unten zum Holz 5 steht seit dem Jahre 1984 unter Denkmalschutz.